# Vilasantar
Vilasantar è un comune spagnolo situato nella provincia della Coruña, comunità autonoma della Galizia.

## Geografia
Il comune di Vilasantar si trova nel sud della Comarca di Betanzos e confina con Curtis ed Oza-Cesuras a nord, con Mesía ad ovest, con Sobrado a est e con Boimorto a sud. La sua superficie è di 59,2 km².
Si trova in una zona di mezza altitudine, con quase tutto il territorio del comune tra i 400 e i 500 metri. Ha una grande importanza il fiume Tambre e i suoi affluenti, tra cui il Cabalar e il río das Gándaras.

## Storia
Sono conservati megaliti como le mámoas del monte Vilariño, la mámoa di Pedriño e la medorra di Fanegas nella parrocchia di San Vincenzo. Sono preservati anche castros (fortezze di collina) come quelli di Vilariño o As Corredoiras.
Della romanizzazione ci sono resti del campo romano della Ciadella, il più esteso di quelli scoperti in Galizia, tra i comuni di Sobrado e Vilasantar. Nel Medioevo, queste terre appartenevano alla contea di Présaras, che ebbe la sua origine nelle praessurae romane, terre deserte offerte ai coloni per essere popolate e coltivate.

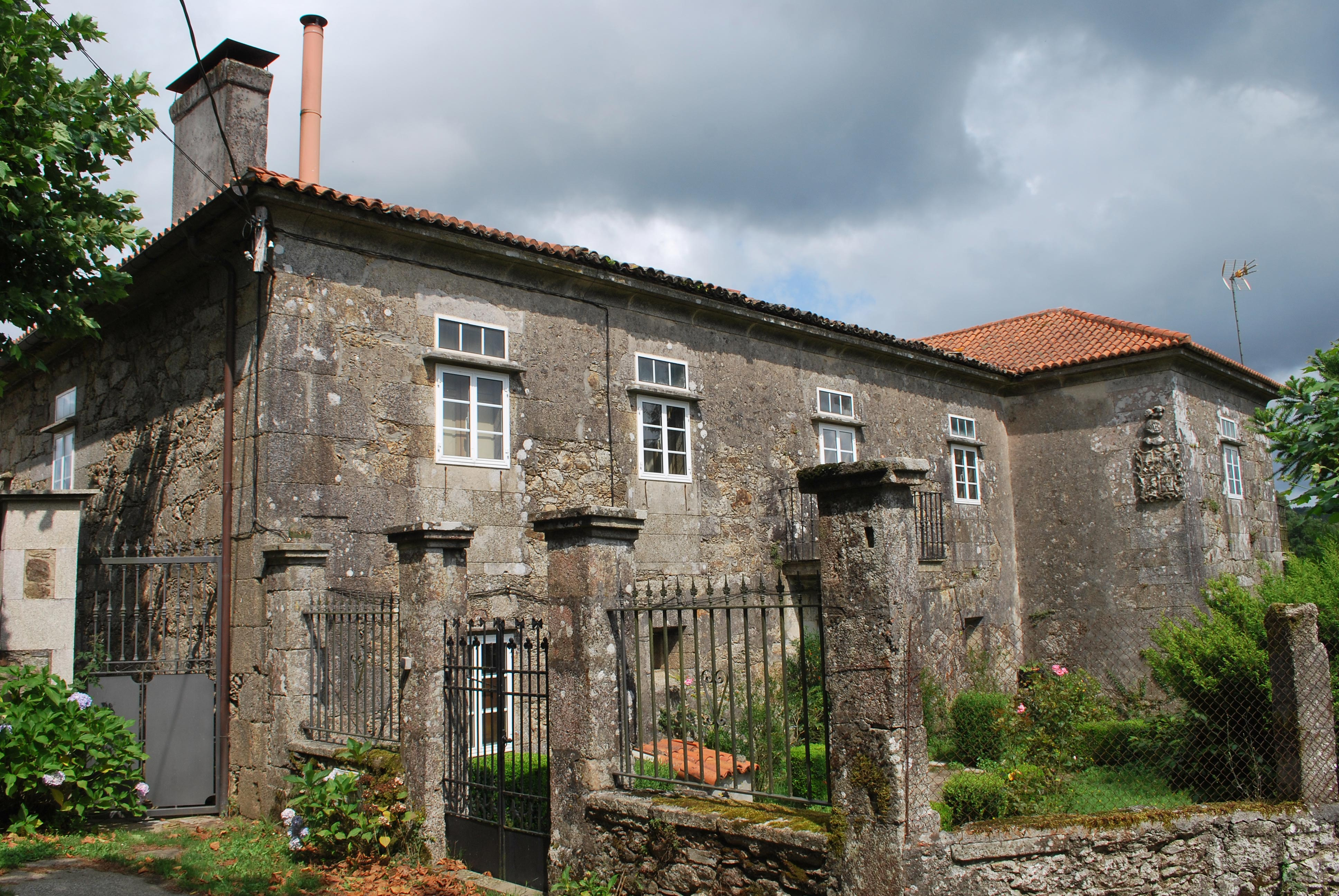
Pazo di Présaras

L'area era fortemente legata al monastero di Santa María de Sobrado e a quello di Santa María de Mezonzo. Quest'ultimo può avere la sua origine nell'era sveva, perché la chiesa conserva due capitelli del sesto o settimo secolo e appare nei documenti latini come monastero di Mosontio. A metà del decimo secolo, si unì a lui Pedro de Mezonzo, che più tarde sarebbe l'abate del convento e vescovo di Compostela.
Nell'età moderna ci sono stati numerosi nobili nel comune, come evidenziano le diverse case padronali. Vilasantar fu istituito come municipio nel 1834. La sua popolazione crebbe fino al 1950, quando iniziò a cadere a causa dell'emigrazione.
Era un'area di grande attività durante la guerra civile e il dopoguerra. Nel 1938, il sindaco di Vilasantar e abitante di Présaras, Antonio Iglesias Corral, fu fucilato dai franchisti a Miraz, Friol. Negli anni che seguirono la guerra ci fu una presenza nel municipio dell'Esercito Guerrigliero della Galizia, così come il mitico Foucellas, che agiva nella zona e visse un tempo nascosto nella casa di sua cugina a Ru, Vilasantar. Nella parrocchia di Mezonzo è nato anche il guerrigliero Manolito Bello.

## Economia
Il settore primario e quello terziario hanno un peso predominante nell'area e, nel settore secondario, spicca la produzione di tavole di legno, a causa della presenza del Gruppo Losán nel comune.
Durante la prima metà del XX secolo, l'industria tessile era molto importante per la presenza a Présaras della fabbrica La Arzuana, fondata da Luís Miranda e José Núñez de la Barca, e in cui lavoravano centinaia di persone, la maggior parte donne.

## Società

### Evoluzione demografica
Secondo l'Instituto Nacional de Estadística, la popolazione di Vilasantar in 2017 era di 1 241 abitanti.
Evoluzione nell'ultimo secolo:

## Parrocchie
Il comune è formato dalle seguenti sette parrocchie:
- Armental (San Martino).
- Barbeito (Santo Salvatore).
- Mezonzo (Santa Maria).
- Présaras (San Pietro).
- San Vicente de Curtis (San Vincenzo).
- Vilariño (Santa Maria).
- Vilasantar (San Giacomo apostolo).